# Pommereschea spectabilis
Pommereschea spectabilis är en enhjärtbladig växtart som först beskrevs av George King och David Prain, och fick sitt nu gällande namn av Karl Moritz Schumann. Pommereschea spectabilis ingår i släktet Pommereschea och familjen Zingiberaceae. Inga underarter finns listade i Catalogue of Life.